# Лут (відеоігри)

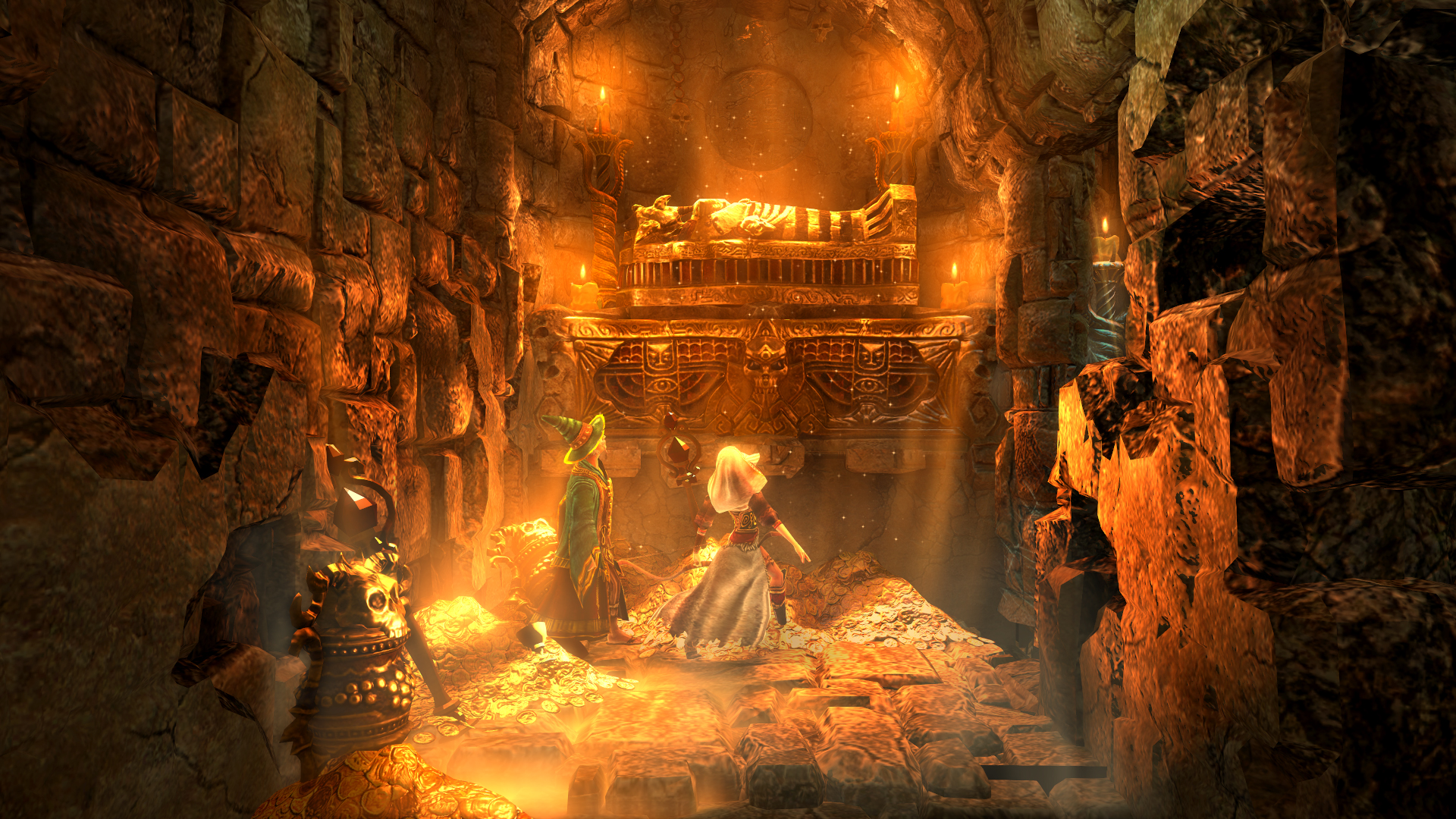
Персонажі, що знаходять скарби в грі Trine 2

У відеоіграх здобич (лут; англ. loot) — це предмети (айтеми), зібрані персонажем гравця, які збільшують його силу або здібності, як-от валюта (бонуси), заклинання, обладнання та зброя. Здобич призначена для винагороди гравця за прогрес у грі та може бути вищої якості, ніж предмети, які можна придбати. Це також може бути частиною системи покращення, яка постійно збільшує здібності персонажа гравця.

## Функції
Ранні комп'ютерні рольові ігри, такі як серія Gold Box від SSI, винагороджували за прогрес гравців внутрішньоігровими скарбами, які зазвичай були попередньо визначені програмно. Останні ігри, як правило, випадково або процедурно генерують здобич, причому краща здобич, як-от потужніша зброя чи міцніша броня, отримана під час складніших випробувань. Випадковий характер здобичі був встановлений у жанрі roguelike ігор і став мейнстрімом через Diablo від Blizzard Entertainment, який базувався на принципах дизайну roguelike. Фіксовані предмети, важливі для прогресу гри, також можуть випадати разом із випадковою здобиччю.
В іграх для одного гравця здобич часто отримують як скарб під час дослідження або викрадають у переможених ворогів, і здобич вважається відмінною від предметів, придбаних у внутрішньоігрових магазинах. У багатокористувацьких іграх здобич може надаватися таким чином, що будь-який предмет може отримати лише один гравець. «Грабунок ніндзя» — це практика грабування предметів у ворогів, переможених іншими гравцями. Гравці можуть вибрати коробки здобичі (англ. Loot boxes) для розподілу отриманого. У ситуації PVP здобич може бути відібрана у переможеного гравця.
У рольових відеоіграх або лут-шутерах здобич часто є основною економікою гри, у якій гравець бореться, щоб отримати здобич, а потім використовує її для придбання інших предметів. Здобич часто призначається за рівнями рідкості, причому рідкісні предмети є потужнішими та їх важче отримати. Різні рівні рідкості часто позначаються певними кольорами, які дозволяють гравцеві швидко розпізнати якість своєї здобичі. Концепція рідкісних предметів із кольоровим кодуванням була популяризована з грою Diablo 1996 року, дизайнер якої Девід Бревік взяв ідею з розбійницької відеоігри Angband. Більшість ігор, орієнтованих на здобич, використовували ту саму ієрархію кодування кольорів, яку використовував Diablo, де білий/сірий використовувався для звичайних предметів, зелений для незвичайних, синій для рідкісних, фіолетовий для легендарних, а потім деякі варіації помаранчевого, жовтого або золотого для позначення найвищого рівня. Якість здобичі часто залежить від рівня гри та персонажу, але не завжди.

## Лутбокси
Лутбокс (коробка із здобиччю) — це особливий тип рандомізованої системи здобичі, яка складається з ящиків, які можна розблокувати під час звичайної гри або придбавши більше за допомогою мікротранзакцій. Вони виникли в багатокористувацьких онлайн-рольових іграх і мобільних іграх, але з тих пір були прийняті багатьма консольними іграми AAA за останні роки. Система викликала багато суперечок через те, що вона занадто схожа на азартні ігри, а також дає гравцям можливість обійти звичайний прогрес за допомогою додаткових грошових операцій. Ігри, які дозволяють певним гравцям мати несправедливі переваги над іншими гравцями через платні лутбокси, критики називають «платою за перемогу».